# ألكسندر فولكوف (كرة الطائرة)
ألكسندر فولكوف (الروسية: Александр Александрович Волков) (14 فبراير 1985 في روسيا - ) هو لاعب كرة طائرة روسيا في مركز وسط ‏. شارك في الكرة الطائرة في الألعاب الأولمبية الصيفية 2016 والألعاب الأولمبية الصيفية 2012 والألعاب الأولمبية الصيفية 2008. ولعب مع نادي زينيت كازان للكرة الطائرة وUral Ufa ‏.

## وصلات خارجية
- ألكسندر فولكوف على موقع الاتحاد الأوروبي (الإنجليزية)
- ألكسندر فولكوف على موقع دوري الدرجة الأولى الإيطالي للكرة الطائرة - رجال (الإيطالية)
- ألكسندر فولكوف على موقع اللجنة الأولمبية الدولية (الإنجليزية)
- ألكسندر فولكوف على موقع أوليمبيديا (الإنجليزية)